# Филарет Московски
Митрополит Филарет Дроздов (рођ. Василиј Михајлович Дроздов; 26. децембар 1782 [6. јануар 1783], Коломна, Московска губернија — 19. новембар [1. децембар] 1867, Москва) — епископ Руске православне цркве; од 3. јула 1821. архиепископ (од 22. августа 1826. - митрополит) московски и коломнски. Активни члан Руске академије (1818); почасни члан (1827—1841) Царске академије наука, а потом и редовни академик (1841) у Одељењу за руски језик и књижевност.
Године 1994. канонаизовала га је Руска православна црква као светитеља у чину архијереја. Дан помена је 19. новембар (2. децембар).

## Детињство и образовање
Василиј Дроздов је рођен 26. децембра 1782. године у породици ђакона Успенског сабора у Коломни. Сви његови преци по оцу и по мајци били су свештеници. Деда по мајци био је протојереј Богојављенске цркве.
Отац будућег митрополита - Михаило Федорович - оженио се 10. јануара 1782. са Евдокијом Никитичном Филиповом (1765? -1853); 6. фебруара исте године постављен је за ђакона Успенског саборног храма, али је најпре живео са тастом, при Богојављенској цркви, где је рођено њихово прво дете. Василиј Дроздов је крштен у Богојављенској цркви са именом у част светог Василија Великог, на празник овог светитеља, 1. јануара 1783. године. У фебруару се породица преселила у кућу у Тројичкој цркви у Јамској слободи, у коју је за свештеника постављен Михаил Дроздов. Отац Михаил је такође предавао у Коломенској богословији и сакупио је богату кућну библиотеку.
У деветој години, 20. децембра 1791, Василиј Дроздов је послат на школовање у Коломенску богословију, где му је један од ментора био Василиј Протопопов. 1799. године, истовремено са укидањем Коломанске епархије, затворена је и Коломенска богословија. Њеним бившим ученицима је дозвољено да уђу у богословске образовне установе Московске епархије. Василиј Дроздов је по савету свог оца отишао у Богословију Тројице лавре у Сергијевом Посаду,. У марту је започео студије: похађао је теологију, историју, грчки и хебрејски језик.
Показавши знатне способности у проучавању језика и реторике, Василиј Дроздов је привукао пажњу митрополита Платона (Левшина) и, након што је у новембру 1803. завршио богословију, остао је у њој као наставник грчког и јеврејског језика. 1806. Дроздов је постао учитељ књижевности; од 1808. –  ораторства и реторике.
У августу 1804. Василиј је имао прилику да посети свој родни град. У Коломнанској саборној цркви Вазнесења завршавало се осликавање, а очекивало се да митрополит Платон обнови тамошњу цркву.
Дана 16. новембра 1808. године, у Трпезној цркви Тројице-Сергијеве лавре, игуман Лавре, архимандрит Симеон Василиј Дроздов, пострижен је у монаштво са именом Филарет, у част праведног Филарета Милостивог.

## Хиротонија и ректорство
Пет дана после монашења, 21. новембра 1808. године, рукоположен је у јерођакона од митрополита Платона.
1809. године, већ у чину јерођакона, премештен је у Петроград; 28. марта исте године рукоположен је у јеромонаха и постављен за инспектора Петроградске богословије. У августу 1809. постављен је за ректора новоосноване Александровске окружне школе у Богословији (задржавши притом свој претходни положај).
Године 1810. постављен је за предавача црквене историје на Петербуршкој богословској академији; 30. јуна 1811. 8. јула исте године уздигнут је у чин архимандрита.
Дана 11. марта 1812. године постављен је за ректора Петроградске богословске академије и професора катедре догматског богословља. Остајући на функцији до 1819. године. Комисија богословских школа га је 1814. уздигла у чин доктора богословља.
Дана 27. марта 1812. године постављен је за настојатеља Новгородског Јуријевог манастира; марта 1816. – Московски Новоспасски манастир – уз оставку на Академији. 29. јуна 1813. године додељен му је Орден Светог Владимира – 2. степена.
Године 1816, објављене су његове „Белешке о Књизи постања“ (1200 примерака) и „Написи црквене библијске историје“.
На предлог митрополита Амвросија (Подобедова), Филарет је 23. јула 1817. године изабран је за епископа Ревелски, викара Петроградске епархије.
Дана 5. августа 1817. године, у Тројичком саборном храму Александро-Невске лавре, митрополит Амвросије (Подобедов) је хиротонисан за епископа; 26. августа 1818. године додељен му је Орден Свете Ане 1. степена.
Дана 15. марта 1819. године постављен је на тверској катедре у чину архиепископа; истовремено је постао и члан Светог Синода.
Личним царским указом од 26. септембра 1820. године „архиепископу Филарету је наређено да буде архиепископ јарославски“.

## Митрополит Филарет
Именовање Филарета за московску катедру 3. јула 1821. године дочекали су становници града са одушевљењем. „Народ много воли Филарета, посебно зато што он служи где год је нека прослава, празник или где су позвани. Покојни Серафим то није могао учинити због слабости свог здравља, а Августин је био веома груб и поносит “, написао је Александар Булгаков у о том догађају.
Дана 2. јуна 1823. године „за активно служење Цркви и духовно просвећивање..., за назидајуће трудове у учењу пастве и траг у духу Источне Православне Цркве и умом еванђелске истине Катихизиса, одобреног од г. Светог Синода“, награђен је орденом Светог Александра Невског.
Ипак, у марту 1824. владика Григорије (Постников) је писао архиепископу Филарету: „У Москви су многи незадовољни тобом, баш зато што си превише учен, углавном неразумљив (извините, већ сам вам давно рекао да проповеди треба да буду лакше написане), беседе говоре само умом, без учешћа срца, и да у неким случајевима поступате већ превише строго; али вас, узгред, поштују за правду“.
Филарет је одиграо кључну улогу у чину наслеђивања престола од Александра I до Николаја I. Још у јулу 1823. године, у име Александра I, архиепископ Филарет је, у најдубљој тајни, саставио манифест о преносу права на престо Русије од царевића Константина Павловича до великог кнеза Николаја Павловича; Манифест је 16. (28.) августа 1823. одобрен и 11 дана касније примљен од Филарета у коверти са царевим натписом: „Чувати у Успенском сабору са државним актима до мог захтева, а у случају моје смрти, отвори московском епархијском епископу и московском генерал-губернатору у Успенском сабору пре сваке друге акције.
Учествовао у церемонији крунисања цара Николаја I, 22. августа 1826. Истог дана је уздигнут у чин митрополита. Са овим монархом је био у тешким односима, што је углавном било због бројних извештаја цару, у којима је московски светитељ био оптужен за политичку непоузданост. Разлог за оваква мишљења дале су његове речи које је изговорио у септембру и почетком октобра 1830. у Москви током епидемије колере; проповеди су говориле о гресима старозаветног цара Давида, због којих су Израелу слати суђења и казне – у чему су многи тада видели критику новог цара. Ипак, 19. априла 1831. године „за ревносну и марљиву службу у чину архипастира, достојну ношења, и, осим тога, многа хвале вредна дела и трудове на корист Цркве и државе, непрестано вршена, додељен му је орден Св. Апостола Андреја Првозваног“.
Освештао је десетине московских цркава подигнутих и реконструисаних са његовим благословом, укључујући 18. октобра 1853. године – Богојављенску цркву у Јелохову. У августу 1837. године, на дан 25. годишњице Бородинске битке, учествовао је у полагању камена темељца Саборног храма Христа Спаситеља, а касније је допринео његовој изградњи. 26. марта 1839. године додељен му је Орден Светог равноапостолног кнеза Владимира првог степена Великог крста.
Дана 26. августа 1856. извршио свето крунисање цара Александра II.
Дана 5. августа 1867. године, на дан педесетогодишњице служења у епископском чину, за вишегодишњу просветну, добротворну и пастирску делатност, митрополиту Филарету је дато право, по кијевском обичају, да уручи крст у свештенству, да носи крст на митри и две панагије. Истовремено је додељена панагија украшена драгим камењем на дијамантском ланчићу са ликом на полеђини монограма цара и његова два претходника, под којима је служио, и са натписом око ње: „Његовом Благодат митрополита Филарета, у спомен на педесет година служења Цркви и Отаџбини, август 1817 – 5. август 1867. године, за време владавине Александра I, Николаја I и Александра II“; а као награда за заслуге саме државе представљени су портрети Александра II и двојице његових претходника, спојени, обасути дијамантима и украшени великом царском круном.
Митрополит Филарет је волео монашки начин живота и строге службе. За време управе Московске епархије, уз његов благослов и неуморну бригу, основано је неколико нових манастира:
- Борисоглебски Аносински манастир - 1823. године;
- Тројице-Одигитријева лавра Зосимов женски скит - 1826;
- Ново-Алексејевски манастир - 1837. године;
- Спасо-Бородински метох - 1839. године;
- Спасо-Преображенски Гуслицки манастир - 1858. године[тражи се извор];
- Спасовлахернски манастир - 1861. године;
- Свесвети женски манастир Јединоверје - 1862. године;
- Манастир Светог Николе за истоверне – 1866. године.

И неколико нових манастирских скитова:
- Гетсимански мушки скит Тројице-Сергијеве лавре - 1844. године;
- Черниговски мушки скит Тројице-Сергијеве лавре - 1851. године;
- Ценобитска испосница Светог Духа Утешитеља (Параклит), скит Тројице-Сергијеве лавре - 1858. године;
- Богољубска мушка одгајивачница Тројице-Сергијеве лавре - 1859. године.

Последњи, благословом и заступништвом Светог Филарета код цара, био је московски Никољдански манастир за истовернике, први мушки манастир за истовернике у Московској епархији. Свечано отварање је било 16. маја 1866. године, али сам светитељ због болести није могао да присуствује отварању и послао је свог викара Леонида, епископа Дмитровског. Светитељ је последње месеце свог живота посветио бризи о уређењу овог манастира. Светитељ се веома старао да староверце преведе из раскола у православље. У Москви, под њим, 7. јула 1856. године запечаћени су олтари староверске Покровске катедрале. Са благословом Светог Филарета, у Московској епархији отворена су три православна манастира у местима насељавања старовераца - ово је поменути Никољски мушки саборни манастир, Светосвети женски саверски манастир, и раније Спасо-Преображенски Гуслицки мушки манастир, али у овом другом, упркос жељи светитеља, није успео да уведе једноверско правило и повељу.
Радећи на Петроградској богословској академији, започео је рад за превод на руски Светог писма Старог и Новог завета.
Филарет се одмах по оснивању придружио Руском библијском друштву и остао члан до краја, односно све док друштво није званично забрањено 1826. године. Од 1814. - директор Друштва; од 1816 - потпредседник. За Библијско друштво превео је Јеванђеље по Јовану на руски. Њему је поверено да надгледа издавање првог словенско-руског двојезичног четворојеванђеља (Санкт Петербург, 1817). Написао је и предговор руском преводу Псалтира, објављеном јануара 1822, који је урадио протојереј Герасим Павски у сарадњи са Филаретом. Године 1822. изашло је „издање Новог Завета на словенском језику са преводом на заједнички руски дијалект“; маја 1822. известио је Светом синоду: „За ове душе спасоносне књиге има толико захтева да је за три дана после штампања Новог завета продато до 350 примерака Новог завета и 300 примерака Псалтира. Удружења и дописници их захтевају у изобиљу. Године 1823. изашло је руско издање Новог Завета, са Филаретовим предговором, које су потписали и митрополит Серафим (Глаголевски) и архиепископ Тверски Јона.
Велики је допринос митрополита Филарета развоју принципа превођења. Још 1845. године оправдао је потребу да се у преводу користи масоретски текст. Међутим, његов чланак о овом питању (О догматском достојанству и заштитничкој употреби грчких седамдесет тумача и словенских превода Светог писма) објављен је тек под Александром II (Москва, 1858). У њему је Филарет, указујући на римску тежњу да следи само Вулгату и протестантску, која се при превођењу Старог завета руководила само јеврејским текстом, предложио да се у обзир узму и Септуагинта и масоретски текст. Грчки превод је важан, јер се „у њему може видети огледало јеврејског текста: оно што је било две стотине и више година пре Христовог рођења“. Уз то, према Филарету, велику вредност има и црквенословенски превод, који је један од најстаријих у Европи.
Комплетна руска Библија изашла је из штампе након његове смрти 1876.
Дана 19. новембра 1867. године, после литургије коју је са посебним осећањем и сузама служио, Филарет је примио новог московског губернатора у своје одаје и са њим је прилично дуго разговарао. Пре вечере је сео да пише. Након 10 минута дошли су да га подсете на вечеру и затекли га како клечи с рукама на поду. Више није могао да говори, а на крају другог сата је умро. Његову смрт објавило је дванаест удараца великог звона звоника Јоановског.
Сахрањен је у Тројице-Сергијевој лаври, у капели Светог Филарета Милостивог, приграђеној уз његов благослов храму Силаска Светог Духа.